# Tiszacsege
Tiszacsege is een plaats (város) en gemeente in het Hongaarse comitaat Hajdú-Bihar. Tiszacsege telt 4912 inwoners (2005).